# Magnolia sinostellata
Espèce
Statut de conservation UICN

 EN B1ab(iii,v) : En danger
Magnolia sinostellata est une espèce de plantes à fleurs de la famille des Magnoliacées. C'est un arbuste endémique de Chine.

## Description
Cet arbuste mesure entre 1,5 et 3 m de haut.

## Répartition et habitat
Cette espèce est endémique de Chine où elle est présente uniquement dans la province de Zhejiang. Elle vit entre 950 et 1 200 m d'altitude.